# Omphalotrix
Omphalotrix es un género con una especie, Omphalotrix longipes, de plantas de flores perteneciente a la familia Scrophulariaceae. 
- Datos: Q9052300
- Especies: Omphalotrix